# لاک-سیمون (اوتاوه)
لاک-سیمون، اوتاوه (به فرانسوی: Lac-Simon) شهری در منطقه شهری پاپینو ناحیه اوتاوه در استان کبک کانادا است. در سرشماری سال ۲۰۱۱ این شهر ۷۳۷ نفر جمعیت داشته‌است و مساحت آن ۹۶٫۸۳ کیلومتر مربع است.